# 嘉莱族
嘉莱族（嘉莱语：Jarai）是越南官方认定的54个民族之一，分布在越南的中央高地一带，主要集中在嘉莱省、昆嵩省，以及多乐省部分地区和柬埔寨的腊塔纳基里省。
嘉莱族与占族人、马来人以及菲律宾人关系密切，以嘉莱语為母語，嘉莱语属于南岛语系马来-波利尼西亚语族。由於其世居土地被京族人強占、民族文化遭到越南官方嚴重打壓，嘉莱族人对越南的國家认同很淡薄，在历史上，曾联合巴拿族、埃地族、格贺族成立“被压制民族斗争统一战线”，发动过多次抵抗運動，试图实行区域自治。

## 名人
- 克索福，越南少数民族事务委员会主席（2002-2007）
- 克索尔·尼扬，嘉莱省人民委员会主席（自2004年6月起）
- 克索·赫波·科普，越南第十四届国会议员（2016-2021）